# SA-2
SA-2 foi o segundo voo do Saturno I para o Programa Apollo e primeiro para o Projeto Highwater da NASA. Lançado de Cabo Canaveral em 25 de abril de 1962 o voo teve duração de 2 minutos.
Os objetivos do SA-2 eram testar as estruturas do foguete, do novo motor e, designado para o Projeto Highwater, um experimento para disparar uma grande quantidade de água na ionosfera e investigar seus efeitos na transmissão de rádio e mudanças de condições climáticas. 

O SA-2 levou uma carga de 109.000 litros de água que foi detonada a 105 km de altura. Esse procedimento lançou uma nuvem a 160 km que foi observada por 5 segundos.